# ASV Mainz 1888
Die Athletik-Sportvereinigung Mainz 1888 ist ein deutscher Ringerverein aus dem rheinhessischen Mainz. Er errang 1973, 1977, 2012 und 2023 die deutsche Mannschaftsmeisterschaft und wurde bereits 1969 Pokalsieger.

## Geschichte
Der Verein wurde am 6. Mai 1888 in der Gaststätte „Brauhaus zum Gutenberg“ unter dem Namen Mainzer Athleten-Klub gegründet. Zur etwa gleichen Zeit wurden in Mainz die beiden anderen Schwerathletikvereine, der Mainzer Athletenverein und der Mainzer Kraftsportklub, gegründet. Nach dem Ersten Weltkrieg schlossen sich die drei Vereine zur Athletik-Sportvereinigung Mainz 1888 zusammen.
Bereits 1890 gelang es dem Club die hessischen Meisterschaften im Ringen und Gewichtheben in den Frankfurter Hof (Mainz) zu holen.
Die ersten kleinen Erfolge zeichneten sich schon in den 1960ern ab, 1973 und 1975 konnte man sich bei den deutschen Meisterschaften im Mannschaftsringen gegen Witten und den Vfk Schifferstadt durchsetzen.
1979 stieg der ASV Mainz 1888 nach einer enttäuschenden Saison in die 2. Bundesliga ab, nachdem der Deutsche Ringer-Bund eine Verkleinerung der 1. Bundesliga für die Saison 1980 von 10 auf 8 Vereine beschloss.
1980 wurde der ASV Meister der 2. Bundesliga Mitte. Bei den Aufstiegskämpfen 1981 musste sich die Mannschaft jedoch der TuS Adelhoven geschlagen geben. In der Saison 1985/86 wurde man erneut Meister der Staffel Mitte und traf im Aufstiegskampf auf den ASV Heros Dortmund, gegen den man nach einem Unentschieden und einer Niederlage scheiterte. Ein Jahr später gewann man wieder die Meisterschaft der Staffel Mitte und traf diesmal auf den ASV Essen-West. Den Hinkampf gewannen die Mainzer mit 23:16,5 vor 1400 Zuschauern, zwar weniger als in den Jahren zuvor, aber immer noch gut gefüllt. Zum Rückkampf in Essen reisten knapp 400 Mainzer zum entscheidenden Kampf. Zwar verlor der ASV Mainz 1888 mit 17:18, doch durch das gute Resultat im Hinkampf stiegen die Rheinhessen trotzdem auf.
In der 2. Ringer-Bundesliga West errang der ASV 2006/07 die Meisterschaft und setzte sich in der Relegation zur 1. Bundesliga gegen die Eintracht Aachen-Walheim und die RG Saarbrücken durch. Damit startet der Verein seit 2007 in der 1. Bundesliga Nord. 2012/13 wurden die Mainzer deutscher Meister.

## Bekannte Ringer
- Fritz Lange (5. bei den Olympischen Spielen 1912)
- Karl Müller
- Georg Schunk
- Fritz Eichblatt
- Paul Gawenda
- Erich Siebert (Bronze bei den Olympischen Spielen 1936)
- Emil Müller
- Reinhard Zeiher
- Franz Schmitt
- Karl-Heinz Helbing
- Wilfried Dietrich (1971 bis 1978 bei der ASV Mainz)
- Rolf Lacour

## Erfolge
- Deutscher Mannschaftsmeister 2023 im Finale gegen den ASV Schorndorf (14:13 und 14:13, Gesamt: 28:26)
- Deutscher Mannschaftsmeister 2012 im Finale gegen den KSV Köllerbach (22:14 und 15:22, Gesamt: 37:36)
- Deutscher Mannschaftsmeister 1977 im Finale gegen den VfK Schifferstadt (18:24 und 26:19, Gesamt: 44:43)
- Deutscher Vizemannschaftsmeister 1975 (Finalniederlagen gegen Bauknecht Schorndorf mit 15:21 und 14:22)
- Deutscher Mannschaftsmeister 1973 im Finale durch ein Sieg gegen den KSV Witten 07 (25,5:14,5 und 13:23)
- Deutscher Pokalsieger im Mannschaftsringen 1969 gegen den ASV Bauknecht Schorndorf (12:6 und 8:12)

- Deutscher A-Jugend Vizemeister 1972
- Deutscher Mannschaftsmeister im Gewichtheben 1964/65